# Young People
Young People es una película estadounidense de drama musical de 1940 dirigida por Allan Dwan y protagonizada por Shirley Temple y Jack Oakie. Esta sería la última película de Shirley como actriz infantil.

## Argumento
Creyendo que sería lo mejor para su hija adoptiva Wendy (Shirley Temple), Joe Ballantine (Jack Oakie) y su esposa Kit (Charlotte Greenwood) deciden abandonar su espectáculo ambulante de vodevil y mudarse con su familia a un pequeño pueblo de Nueva Inglaterra. Sin embargo, a pesar de los muchos intentos de Wendy de encantar a los lugareños, la «gente del espectáculo» recibe un trato indiferente. Es decir, hasta que un huracán azota la ciudad, y debido a la generosidad, la fuerza y la convicción frente al desastre, parece que, después de todo, los miembros del grupo podrían ganarse a los residentes de su nueva ciudad natal.

## Elenco
- Shirley Temple como Wendy Ballantine (la joven Wendy es interpretada por su doble e incluye filmaciones de Curly Top y Stand Up and Cheer)
- Jack Oakie como Joe Ballentine
- Charlotte Greenwood como Kit Ballentine
- Arleen Whelan como Judith
- George Montgomery como Mike Shea
- Kathleen Howard como Hester Appleby
- Minor Watson como Dakin
- Frank Swann como Fred Willard
- Frank Sully como Jeb
- Mae Marsh como María Liggett
- Sarah Edwards como Mrs Stinchfield
- Irving Bacon como Otis
- Charles Haltin como Moderator
- Arthur Aylesworth como Doorman
- Olin Howard como el encargado de la estación
- Harry Tyler como Dave
- Darryl Hickman como Tommy
- Shirley Mills como Mary Ann
- Diane Fisher como Susie
- Bobby Anderson como Jerry Dakin

## Recepción
- Bosley Crowther de The New York Times escribió: «Para los clientes que pueden soportar tanta precocidad, debería ser una de las películas más encantadoras de la niña prodigio. El Sr. Oakie y la Srta. Greenwood hacen un par de divertidos hoofers, y hay varios bonitas canciones para atrapar el oído. Si este es realmente el final, no es una mala salida para la pequeña Shirley, la jubilada rayo de sol. Pero sospechamos que volverá»[3]
- La revista Variety escribió que la película «compensa con sintonía y espontaneidad lo que le falta en el lado de la historia... Miss Temple, liberada de la responsabilidad de llevar toda la imagen sobre sus hombros, se sumerge prolijamente en el ritmo que se le asignó».[4]
- Film Daily escribió: «La última oferta de Shirley Temple para la 20th-Century Fox está cargada de entretenimiento y encuentra a la joven tan atractiva como siempre».[5]
- Harrison's Reports escribió: «¡Bien! Aunque la historia es liviana, tiene mucho interés humano, algunos buenos números musicales, comedia y actuaciones atractivas».[6]
- «Miss Temple obviamente se ha retirado en la marea completa de sus poderes», escribió John Mosher en The New Yorker. «En Young People, su canto del cisne, por así decirlo, no muestra cansancio, ni holgazanería, ni dolores artríticos».[7]

Al igual que con la película anterior de Temple, The Blue Bird, esta película tuvo un desempeño muy pobre en taquilla.